# 中山湖駅
中山湖駅（ちゅうさんこえき）は、南京市溧水区中山東路と秦淮大道の交差点にある、南京地下鉄S7号線の駅である。

## 駅名
駅名については、事業着手当初は南京地下鉄集団は中山東路と秦淮大道の交差点に当駅が位置することから「中山東路駅」の仮称を用いており、2017年10月11日に駅名が「中山湖駅」に決定したことが発表された。

## 歴史
- 2017年6月20日に駅名が第一次公示された[1]。
- 2017年10月11日に駅名が第二次公示された[2]。

- 2018年5月26日S7号線の駅として開業。

## 駅構造

### のりば
| 番線 | 路線             | 行先              | 行先              |
| ---- | ---------------- | ----------------- | ----------------- |
|      | 南京地下鉄S7号線 | 群力・柘塘 方面   | 空港新城江寧 行き |
|      | 南京地下鉄S7号線 | 幸荘・無想山 方面 | 無想山 行き       |

### 改札・出入口
- 1号出入口:エスカレーター・中山東路南
- 2号出入口:中山東路北・顧家欧亜達商業広場
- 3号出入口:秦淮大道西・中山東路北・水建新村
- 4号出入口:秦淮大道西・中山東路南・水岸新都花苑・水岸康城

## 駅周辺
- 秦淮源公園
- 竹渓公園
- 溧水区液化石油ガス給気所

## 隣の駅
南京地下鉄
■S7号線
溧水駅- 中山湖駅- 幸荘駅